# بورس تونس
بورس تونس (عربی: بورصة تونس) بازار بورس اوراق بهادار تونس است، که در سال ۱۹۶۹ تأسیس شد.